# Муња (филм)
Муња (енгл. Bolt) амерички је анимирани филм из 2008. године. Представља 48. анимирани дугометражни филм Дизнија. Режисери су Крис Вилијамс и Бајрон Хауард, док главне улоге тумаче Џон Траволта, Мајли Сајрус, Малком Макдауел, Дидрих Бадер, Ник Свордсон, Грег Џерман, Сузи Есман и Марк Волтон. Радња филма фокусира се на белог пса под именом Муња, који пошто је провео цео свој живот на телевизијској серији, мисли да има супер моћи. Када верује да је његова власница, Пени, отета, он креће на путовање преко земље да би је „спасио”.
Упркос релативно маргиналној перформанси на биоскопским благајнама, Муња је добио снажан позитиван критички пријем и познат је по томе што игра важну улогу у подстицању онога што се често назива „Дизни оживљавање”, као и постављањем студија у новом креативном правцу који ће водити на друге хваљене филмове као што су Златокоса и разбојник и Залеђено краљевство. Муња је такође био први дугометражни Дизни анимирани филм који је произведен под потпуним креативним водством тадашњег извршног директора Пиксара Џона Лестера у његовој улози главног креативног директора за студио, као и први компјутерски анимирани играни филм за имплементацију не-фотореалистичког приказивања.

## Радња
Муња, амерички бели пастир, проживио је цели живот на снимању своје акционе телевизијске серије, где верује да има супер моћи. Када се случајно издвоји из студија, упознаје женску уличну мачку по имену Митенс и хрчка по имену Рино. Покушава да нађе пут кући, у студио. Успут, сазнаје да нема супер моћи и да серија није стварна.